# Dryana bituberculata
Dryana bituberculata là một loài bọ cánh cứng trong họ Cerambycidae.